# Omvärldsbevakning
Omvärldsbevakning är en organisatorisk aktivitet att införskaffa underrättelser om omvärlden (till exempel konkurrenter och marknader) i syfte att positionera organisationen, dess produkter och tjänster. 
Society of Competitive Intelligence Professionals, SCIP, är en internationell organisation för professionella omvärldsanalytiker. SCIP definierar omvärldsbevakning som. "Ett systematiskt och etiskt program för att samla och analysera information om dina konkurrenter."
I praktiken omfattar ofta begreppet även strategisk analys av andra externa omvärldsfaktorer, som kan påverka organisationen i framtiden, till exempel politisk stabilitet, regional ekonomisk utveckling mm.
Omvärldsbevakning för att bevaka konkurrenter och marknadsförändringar är viktigt för alla organisationer. Det finns möjlighet att skapa omvärldsbevakningar via olika tjänster på nätet. Det går även att få nyheter innehållande de sökord man är intresserad av via RSS.
En omvärldsdatabas kan finnas för att lagra så kallad ostrukturerad data. Det kan röra sig om allt från demografiska variabler till trender inom olika produkt- eller tjänsteområden. Begreppet omvärldsdatabas myntades 1993 av forskaren Per Frankelius. Han beskriver i boken "Företaget och omvärlden" hur man konkret förbereder och skapar en sådan databas. Syftet med all insamlad data är att, utifrån de mönster och samband som man kan hitta, göra olika former av analyser. Dessa ligger sedan till grund för att fatta strategiska marknadsbeslut.